# طلال العبسي
طلال العبسي، لاعب كرة قدم مرمى سعودي، يلعب في النادي الأهلي.
كانت بداياته مع نادي الاتحاد و انتقل في عام 2015 إلى نادي التعاون و انتقل إلى النادي الأهلي في صيف 2020 .

## روابط خارجية
- طلال العبسي على موقع قاعدة بيانات كرة القدم.إي يو (الإنجليزية)
- طلال العبسي على موقع Soccerway.com (الإنجليزية)
- طلال العبسي على موقع عالم كرة القدم.نت (الإنجليزية)
- طلال العبسي على موقع كووورة